# Orak
Orak (auch: Goaku To, Gorak, Korack) ist eine winzige Insel im Kayangel-Atoll, welches im Norden des pazifischen Inselstaats Palau liegt, ca. 60 km nördlich der Hauptstadt Melekeok. 

## Geographie
Die flache Insel bildet zusammen mit dem benachbarten Ngerebelas die Südspitze des Kayangel-Atolls. Nach Süden ist das Atoll durch die Ngcheangel Passage (Kekerel Euchel) vom Ngkesol-Riff getrennt.
Verwaltungstechnisch gehört die Insel zum palauischen Staat Kayangel.